# Zafu
Zafu (jap. 座蒲) – w buddyzmie zen okrągła poduszka o średnicy ok. 30 cm i wysokości 10 cm, na której siedzi się podczas medytacji zazen. 

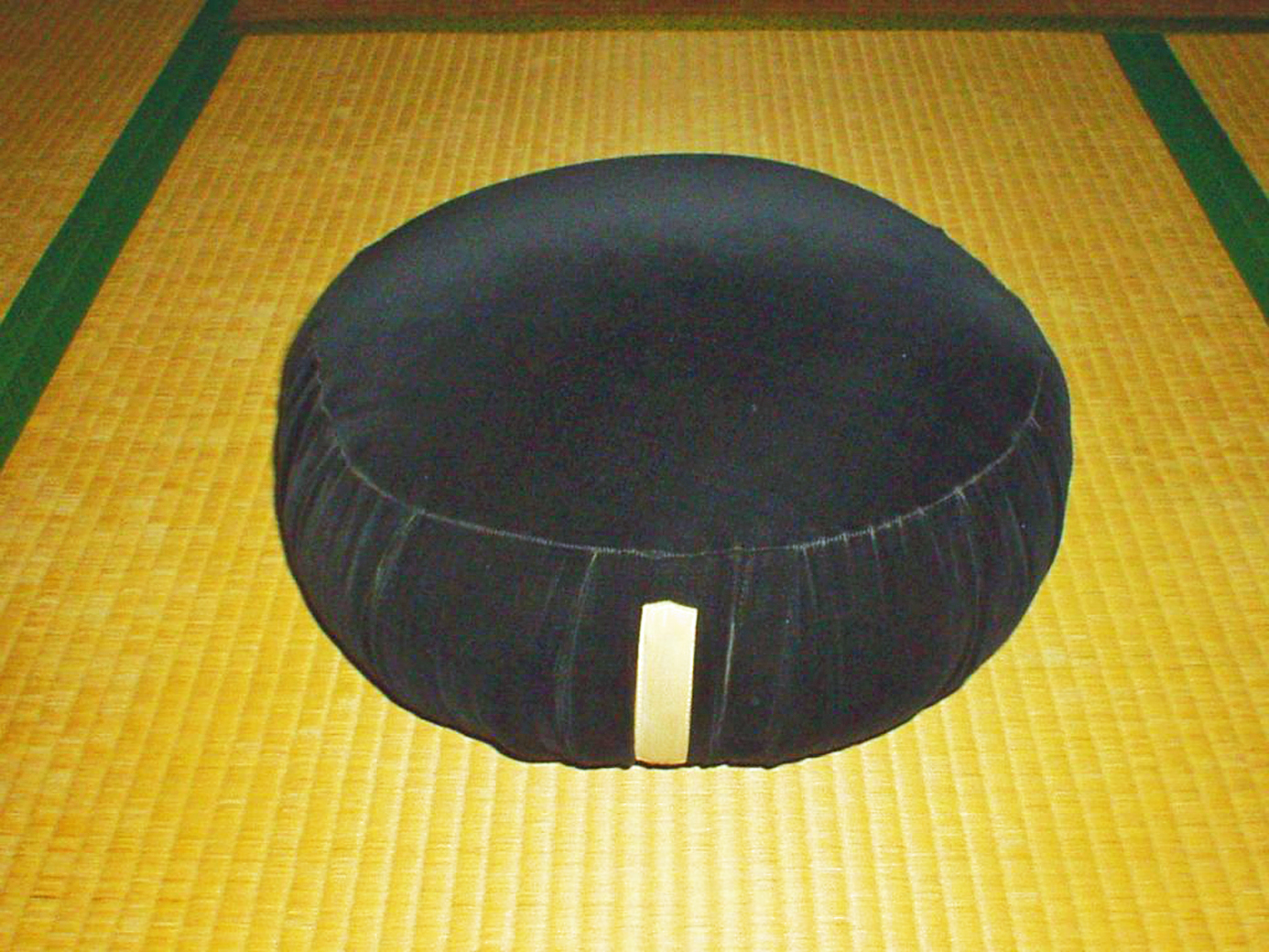
Zafu używana w szkole sōtō

Poduszka pozwala pewniej siedzieć ze skrzyżowanymi nogami. Zafu unosi pośladki, dzięki czemu kolana mogą dotykać podłogi, co daje właściwą pozycję medytacyjną.
Zafu są zszywane z trzech kawałków materiału, zwykle w kolorze czarnym: dwa okrągłe kawałki na podstawy walca i jeden pas z boku. Przed i po siedzeniu na zafu, medytujący wykonuje gasshō w stronę poduszki, innych uczniów i rōshiego. 